# Nachwahlen in Myanmar 2012

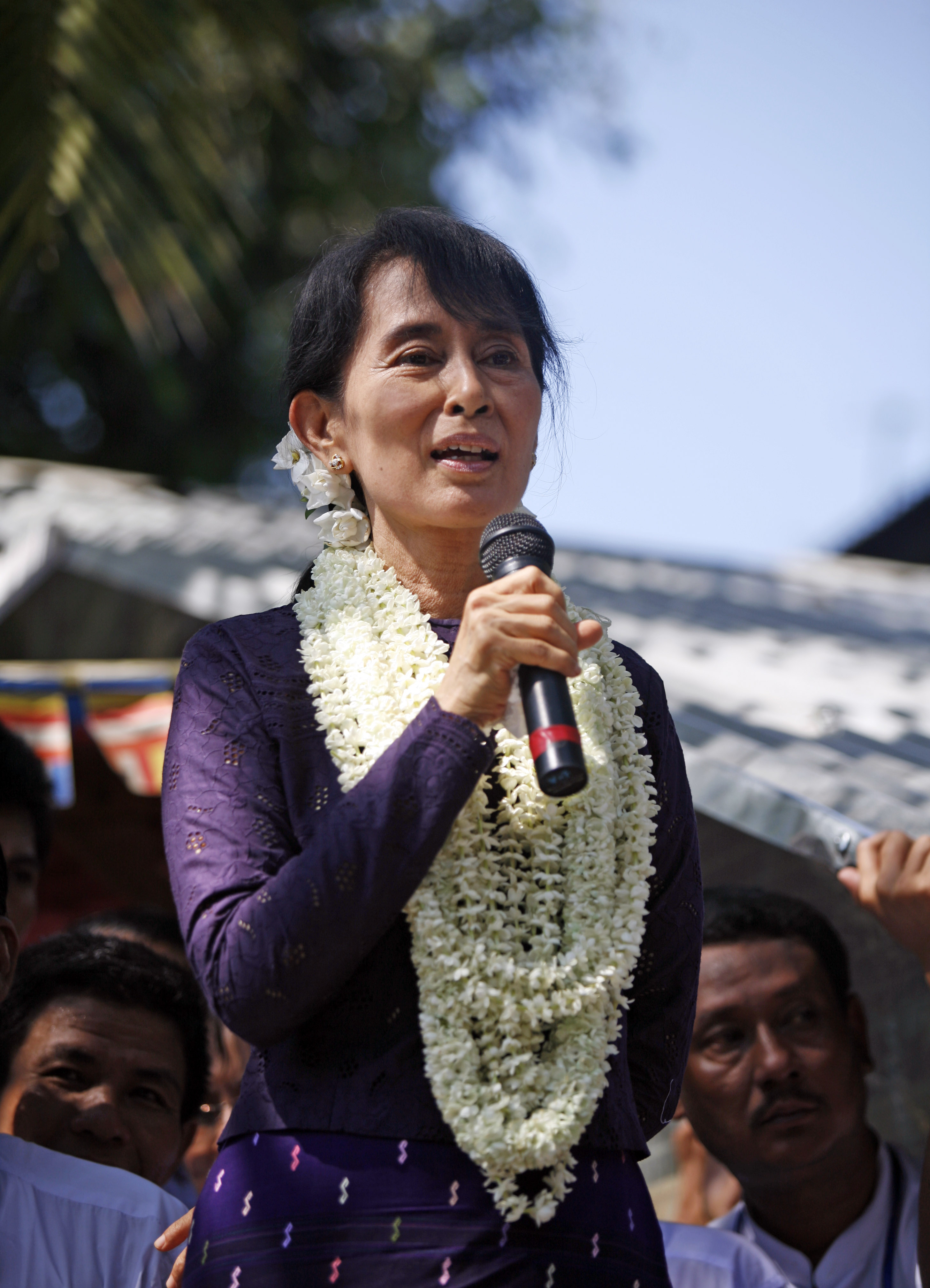
Myanmars Oppositionsführerin Aung San Suu Kyi

Am 1. April 2012 wurden bei Nachwahlen in Myanmar 45 der insgesamt 664 Sitze umfassenden Volksversammlung Myanmars neu vergeben. Auch wenn der Ausgang der Nachwahlen keinen Einfluss auf die Machtverteilung im Parlament hatte, galten sie als bedeutsamer Schritt im Reformkurs von Staatspräsident Thein Sein, da erstmals seit 1990 die oppositionelle Nationale Liga für Demokratie (NLD) wieder an Wahlen teilnahm. Vor allem die Kandidatur der Friedensnobelpreisträgerin Aung San Suu Kyi fand internationale Beachtung. 
Offizielle Wahlergebnisse sollten erst eine Woche nach dem Wahlgang veröffentlicht werden, die NLD erklärte aber unmittelbar nach der Beendigung des Wahlganges, dass Suu Kyi ihren Wahlkreis mit deutlicher Stimmenmehrheit gewonnen habe. Die neu gewählten Abgeordneten rücken für Parlamentarier nach, die seit den Parlamentswahlen vom 7. November 2010 in die Regierung gewechselt sind.

## Ausgangslage
Myanmar, das ehemalige Birma, wurde seit 1962 von einer Militärjunta kontrolliert. Unruhen im August 1988 führten zum Sturz des langjährigen Machthabers Ne Win, der durch den vom Militär kontrollierten „Staatsrat für die Wiederherstellung von Recht und Ordnung“ abgelöst wurde. Der Staatsrat ließ 1990 freie Parlamentswahlen durchführte, erkannte dann aber den Wahlsieg der oppositionellen Nationalen Liga für Demokratie (NLD) nicht an. In den folgenden Jahren wurde die Oppositionsbewegung unterdrückt, der Junta wurden zahlreiche Menschenrechtsverletzungen vorgeworfen.
Nach jahrelanger Isolation beschloss der Staatsrat 2003 einen Sieben-Punkte-Plan zur schrittweisen Wiedereinführung der Demokratie. Im Mai 2008 wurde eine neue Verfassung verabschiedet, am 7. November 2010 fanden erstmals seit 1990 wieder Parlamentswahlen in Myanmar statt. Diese Wahlen waren allerdings weder frei noch fair, ein Teil der Parlamentssitze blieb Vertretern des Militärs vorbehalten. Oppositionelle wie die Friedensnobelpreisträgerin Aung San Suu Kyi, die zuvor unter Hausarrest standen oder inhaftiert waren, wurden von den Wahlen ausgeschlossen, weshalb die demokratische Opposition die Parlamentswahlen teilweise boykottierte.
Am 4. Februar 2011 wählte die Volksversammlung Myanmars den ehemaligen General und Ministerpräsidenten Thein Sein zum neuen Staatspräsidenten. Mit ihm stand erstmals seit 1962 wieder ein Zivilist dem Staat vor. Unter Thein Sein beschleunigte die myanmarische Regierung ihren Reformkurs. Zahlreiche politische Gefangenen wurden freigelassen, die Staatsführung suchte den Dialog mit der Oppositionsführerin Aung San Suu Kyi. Verbunden mit den Reformen innerhalb des Landes waren Bestrebungen zur Normalisierung der politischen und wirtschaftlichen Beziehungen zum Ausland. Vor allem die Vereinigten Staaten unterstützen Thein Seins Reformkurs, so besuchte Außenministerin Hillary Clinton im Dezember 2011 Myanmar.

## Nachwahlen
Die politischen Reformen in Myanmar führten dazu, dass die 2010 verbotene NLD im November 2011 ihre Wiederzulassung erhielt. Damit konnte die führende Oppositionskraft an Nachwahlen teilnehmen, die dazu dienen sollten, 48 vakante Sitze in den drei Kammern der Volksversammlung neu zu besetzen. Die bisherigen Mandatsträger waren aus dem Parlament ausgeschieden, nachdem sie Regierungsposten übernommen hatten; laut Verfassung dürfen Regierungsmitglieder nicht gleichzeitig Mitglied des Parlaments sein. Als Wahltermin wurde der 1. April 2012 festgelegt. Aung San Suu Kyi kündigte an, für diese Nachwahlen zu kandidieren. Die Regierung stellte Suu Kyi daraufhin bei einem erfolgreichen Einzug ins Parlament ein Regierungsamt in Aussicht.
Anders als bei den Parlamentswahlen von 2010 ließ die myanmarische Regierung für die Nachwahlen unabhängige Wahlbeobachter aus dem Ausland zu. Die Staatsführung reagierte mit diesem Zugeständnis auf Beschwerden der Opposition über Behinderungen ihres Wahlkampfes. Unter anderem wurden Vertreter der Vereinigten Staaten, der Europäischen Union und des Verbandes Südostasiatischer Nationen ASEAN als Wahlbeobachter eingeladen.
Insgesamt 168 Kandidaten aus 17 Parteien sowie acht Parteilose bewarben sich um die 48 Mandate. Eine Woche vor dem geplanten Wahltermin wurde allerdings die Stimmabgabe im Kachin-Staat im Norden Myanmars abgesagt, da angesichts anhaltender Konflikte mit Rebellen der Karen National Union eine ordnungsgemäße Durchführung der Wahlen nicht gewährleistet werden konnte. Somit wurde am 1. April 2012 nur noch über die Neuvergabe von 45 Parlamentssitzen entschieden.
Trotz der Wahlbeobachter wurden bereits im Vorfeld des Wahlganges Unregelmäßigkeiten beanstandet. Wählerverzeichnisse seien veraltet, die Arbeit der NLD wurde von den lokalen Behörden systematisch behindert und Wahlkämpfer wurden angegriffen. Am Wahltag häuften sich Berichte über mit Wachs manipulierte Stimmzettel. Der Generalsekretär der ASEAN erklärte aber, dass die Nachwahlen im Großen und Ganzen gut verlaufen seien. Auch der als Wahlbeobachter entsandte Menschenrechtsbeauftragte der deutschen Bundesregierung, Markus Löning, sah den Verlauf der Wahlen als „sehr ordentlich“ an, es gebe keine Anzeichen für zentrale Manipulationen.

## Wahlergebnisse
Offizielle Wahlergebnisse werden erst einige Tage nach dem Wahlgang erwartet, die NLD hat aber bereits in der Nacht nach dem Wahltag Zwischenergebnisse veröffentlicht. Erwartet wird ein deutlicher Sieg der führenden Oppositionspartei NLD, in einer erstmals zugelassenen Wählerbefragung in der letzten Woche vor dem Wahltag erklärten 60 % der Befragten, für die NLD zu stimmen. Die regimenahe Union Solidarity and Development Party, die in allen Kammern des Parlaments die stärkste Partei ist, wurde von 32 % der Befragten unterstützt.
Nach Angaben der NLD hat Aung San Suu Kyi ihren Wahlkreis mit 82 % der Stimmen gewonnen.

## Internationale Reaktionen
Die Nachwahlen besitzen eine symbolische Wirkung für den Demokratisierungsprozess in Myanmar. Mit 45 der 664 Sitze in den beiden Kammern der Volksversammlung wird nur ein geringer Anteil neu besetzt, daher können die Machthaber, die bislang 80 % aller Sitze kontrollieren, ihre Mehrheit durch diese Nachwahlen nicht verlieren. Allerdings ist die Normalisierung der Beziehungen Myanmars mit den westlichen Industrienationen mit dem Verlauf und dem Ausgang der Nachwahlen verbunden, so stellte die Europäische Union eine Lockerung ihrer Wirtschaftssanktionen nach den Wahlen in Aussicht.
Vertreter der U.S. Campaign for Burma kritisierten, dass die Nachwahlen von der Regierung dazu ausgenutzt werden, eine schnellstmögliche Aufhebung von Sanktionen zu erreichen, ohne dass die Demokratie in Myanmar wirklich gestärkt werde. Aung San Suu Kyi sei dabei eine „strategische Symbiose“ mit den Machthabern eingegangen. Ihre Wahl in die Volksversammlung werde mit zur nationalen Versöhnung beitragen, sie könne aber nach Ansicht des Exil-Birmanen Maung Zarni auch zur internationalen Anerkennung des Regimes führen.